# Чемпіонат світу з футболу 2022 (кваліфікаційний раунд, АФК, Четвертий раунд)
Четвертий раунд азійської частини кваліфікації до Чемпіонату світу 2022 було запропоновано провести в одноматчевому форматі у червні 2022 року. Попередньо цей раунд було заплановано у форматі двоматчевого протистояння, матчі якого мали відбутися 11 та 16 листопада 2021 року, але АФК разом з ФІФА узгодили змінити дату та формат у листопаді 2020 року через пандемію COVID-19.

## Формат
У четвертому раунді, дві команди, які посіли треті місця у групах третього раунду зіграють один матч у червні 2022 року за місце у міжконтинентальних плей-оф. Переможець проходить до міжконтинентального плей-оф.
Місце проведення матчу було повідомлено під час жеребкування.

## Учасники
| Група (третій раунд) | 3-і місця |
| -------------------- | --------- |
| A                    | ОАЕ       |
| B                    | Австралія |

## Матч
| Команда 1 | Рахунок | Команда 2 |
| --------- | ------- | --------- |
| ОАЕ       | 1:2     | Австралія |

| 7 червня 2022 21:00 (UTC+3) |

| ОАЕ       | 1:2             | Австралія                 |
| --------- | --------------- | ------------------------- |
| - Каю 57' | Протокол (ФІФА) | - Ірвін 53' - Хрустич 84' |

| Стадіон Ахмед бін Алі, Ер-Райян |

Австралія перемогла з рахунком 2:1 за сумою матчів та пройшла до міжконтинентального плей-оф. 